# 36 (număr)
36 (treizeci și șase) este numărul natural care urmează după 35 și este urmat de 37.

## În matematică
- Este un număr compus,[1][2] având divizorii: 1, 2, 3, 4, 6, 9, 12, 18, 36.
- Este un număr extrem compus.[3]
- Este un număr abundent.[4][5]
- Este un număr superabundent[6][7]
- Este un număr practic.[8][9]
- Este un număr puternic.[10][11]
- Este un număr refactorabil, deoarece este divizibil cu 9, numărul său de divizori.[12]
- Este un număr rotund.[13][14]
- Este un număr semiperfect, deoarece prin însumarea unora dintre divizorii săi (de exemplu, 6, 12 și 18) se obține 36.[15]
- Este un număr Størmer.[16][17]
- Este suma unei perechi de prime gemene (36 = 17 + 19), este suma cuburilor primelor trei numere întregi pozitive (36 = 13 + 23 + 33) și este produsul pătratelor primelor trei numere întregi pozitive (36 = 12 * 22 * 32).
- Este un număr harshad în bazele 2–7, 9–13, 16–19, 25, 28, 31 și baze mai mari ca 32.[18][19]
- Este un număr 13-gonal.[20][21]
- Este atât un pătrat perfect[22] (pătratul numărului 6: 36 = 6 x 6), cât și un număr triunghiular[23], adică um număr triunghiular și pătratic[24].
- Este un număr triunghiular pătratic.[25]
- Este valoarea unghiului interior al unei pentagrame regulate.
- Deoarece este posibil să se găsească șiruri de 36+1 numere întregi consecutive astfel încât fiecare membru interior să împartă un factor comun fie cu primul, fie cu ultimul membru, 36 este un număr Erdős-Woods.[26]
- Suma tuturor numerelor naturale de la 1 la 36 este egală cu 666 (numărul fiarei): 1 + 2 + 3 + 4 + ... + 35 + 36 = 666.

## În știință
- Este numărul atomic al kryptonului.[27]
- 36 este cea mai mare bază numerică suportată de unele calculatoare, deoarece aceasta cuprinde toate cifrele de la 0 la 9 și toate literele de la A la Z (vezi și baza 36).

### Astronomie
- NGC 36 este o galaxie spirală în constelația Peștii.
- Messier 36 este un roi deschis din constelația Vizitiul.
- 36 Atalante este o planetă minoră.
- 36P/Whipple este o cometă periodică din sistemul solar.

## Alte domenii
- +36 este prefixul telefonic internațional al Ungariei.[28]